# Pettneu am Arlberg
Pettneu am Arlberg ist eine Gemeinde mit 1450 Einwohnern (Stand 1. Jänner 2025) im Bezirk Landeck im Bundesland Tirol (Österreich). Die Gemeinde liegt im Gerichtsbezirk Landeck.

## Geografie
Pettneu liegt im Stanzer Tal zwischen Landeck und dem Arlberg. Die Rosanna fließt in einer Höhe von rund 1180 Meter über dem Meer von Westen nach Osten durch die Gemeinde. Nach Norden steigt das Land zu den Lechtaler Alpen auf über 2800 Meter an. Die wichtigsten Bäche in diesem Gebiet sind der Zeinsbach und der Gridlontobel. Auf dem Schuttkegel zwischen diesen beiden Bächen liegt der Ort Pettneu. Auf dem Schuttkegel des Schnanner Baches wurde Schnann gebaut. Das südliche Gemeindegebiet umfasst das Malfontal, das von den Bergen der östlichen Verwallgruppe umgeben ist. Hier liegt der Hohe Riffler, der mit 3168 Meter der höchste Berg der Gemeinde ist.
Die Gemeinde hat eine Fläche von 57 Quadratkilometern. Davon sind sechs Prozent landwirtschaftliche Nutzfläche, 31 Prozent sind bewaldet, 27 Prozent entfallen auf Almen und mehr als ein Drittel ist hochalpines Gebiet.

### Berge
| Gipfel in den Lechtaler Alpen - Stanskogel, 2757 m - Bergleskopf, 2577 m - Malatschkopf, 2365 m - Grießkopf 2581 m - Aperlesspitze, 2588 m - Vorderseespitze 2889 m - Samspitze 2624 m | Gipfel im Verwall - Hochkarspitze, 2836 m - Riffelspitze 2936 m - Kreuzjochspitze 2919 m - Welskogel 2878 m - Hoher Riffler 3168 m - Mittagsspitze 2635 m |

### Gemeindegliederung
Das Gemeindegebiet umfasst folgende zwei Ortschaften (in Klammern Einwohnerzahl Stand 1. Jänner 2025):
- Pettneu am Arlberg (1104)
- Schnann (346)

Die Gemeinde besteht aus der Katastralgemeinde Pettneu.

### Nachbargemeinden
|                      | Kaisers (RE)                                |         |
| St. Anton am Arlberg | Kompassrose, die auf Nachbargemeinden zeigt | Flirsch |
|                      | Kappl                                       |         |

## Geschichte
Im Mittelalter erlangte das Dorf eine gewisse Bedeutung durch seine Lage an der Ost-West-Verkehrsroute über den Arlbergpass. Zusätzlich führten von hier Saumwege ins Lechtal und Richtung Engadin. Erstmals erwähnt wird Pettneu um das Jahr 1300 als „Pudnew“. Die Endung -ew (-eu) weist auf eine Ansammlung hin. Möglich ist das Ausgangswort *bedullneu ‚bei den Weißbirken‘.
Die bis 2005 erhaltene Ortsbrücke stammte aus dem späten 18. Jahrhundert und war ein Beispiel der früher verbreiteten gedeckten Holzbrücken ohne eiserne Verbindungsmittel. Die Brücke wurde bei einem Hochwasser am 23. August 2005 von den Fluten der Rosanna mitgerissen.
Heute ist neben der Landwirtschaft der Tourismus wirtschaftlich bedeutend. Pettneu positioniert sich als familienfreundliche Alternative zum nahegelegenen Wintersportort St. Anton am Arlberg.

### Bevölkerungsentwicklung

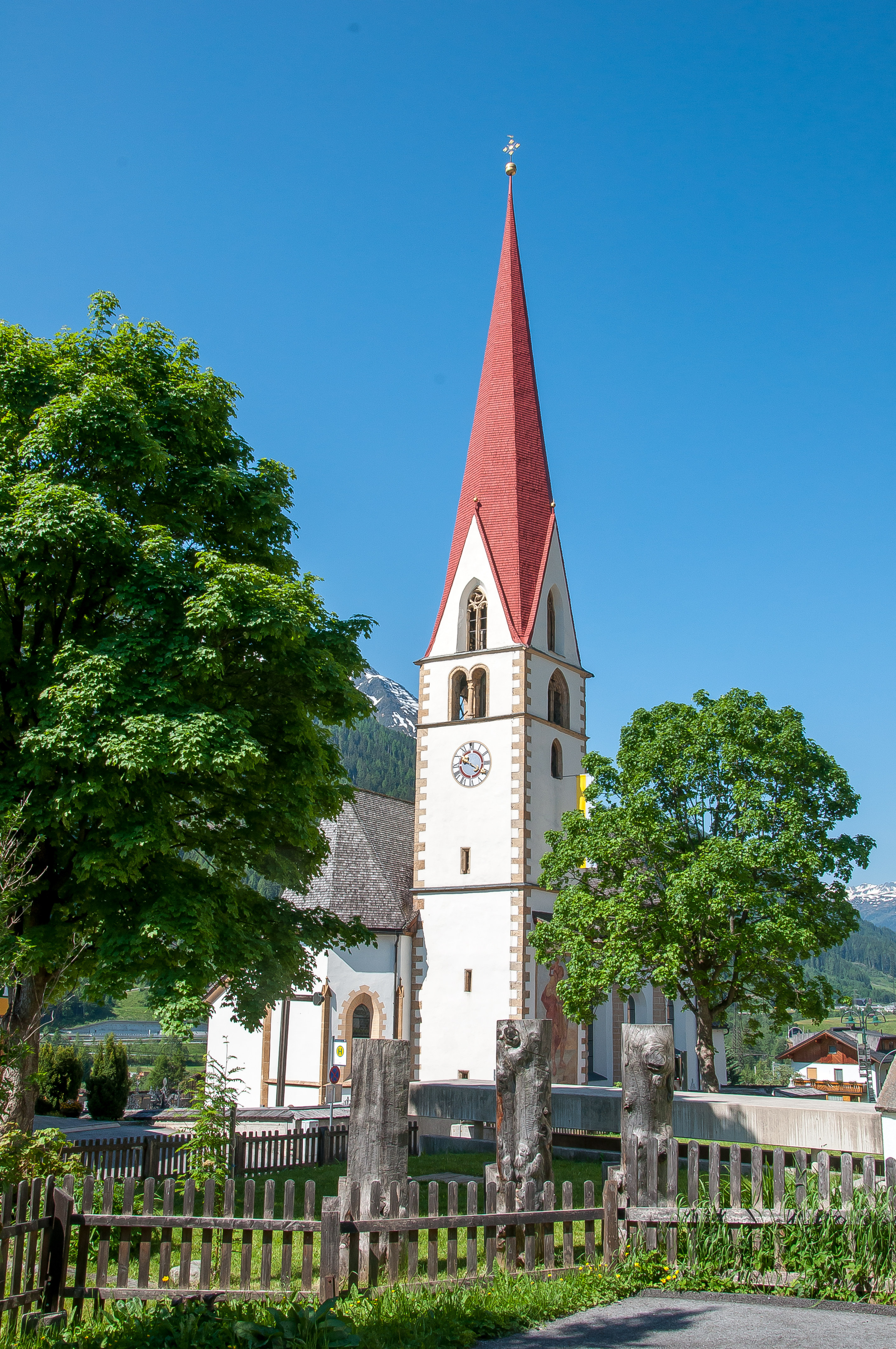
Pfarrkirche Pettneu

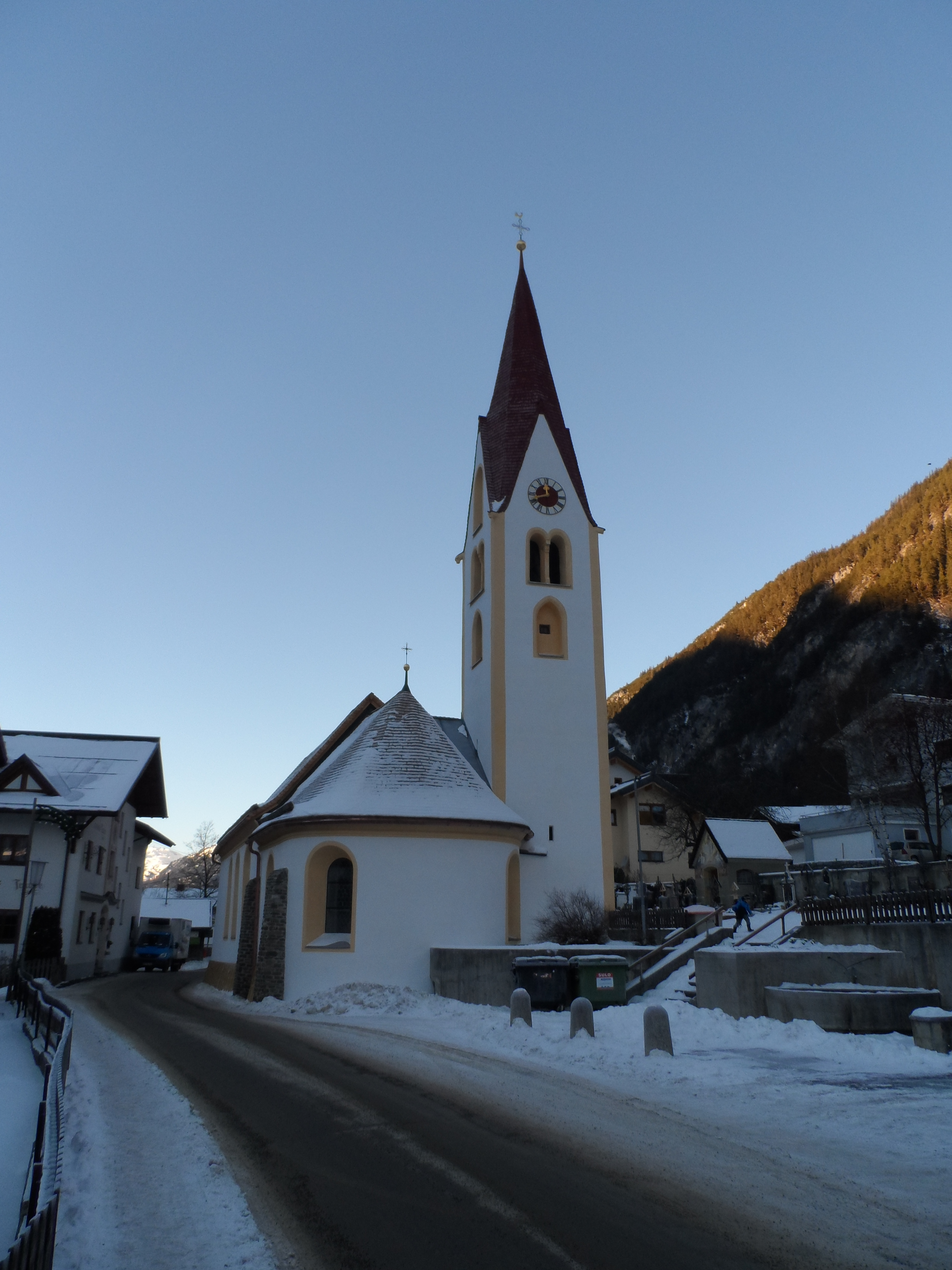
Pfarrkirche Schnann

| Pettneu am Arlberg: Einwohnerzahlen von 1869 bis 2024 | Pettneu am Arlberg: Einwohnerzahlen von 1869 bis 2024 | Pettneu am Arlberg: Einwohnerzahlen von 1869 bis 2024 | Pettneu am Arlberg: Einwohnerzahlen von 1869 bis 2024 | Pettneu am Arlberg: Einwohnerzahlen von 1869 bis 2024 |
| ----------------------------------------------------- | ----------------------------------------------------- | ----------------------------------------------------- | ----------------------------------------------------- | ----------------------------------------------------- |
| Jahr                                                  |                                                       |                                                       |                                                       | Einwohner                                             |
| 1869                                                  | 1869                                                  |                                                       | 701                                                   | 701                                                   |
| 1880                                                  | 1880                                                  |                                                       | 731                                                   | 731                                                   |
| 1890                                                  | 1890                                                  |                                                       | 781                                                   | 781                                                   |
| 1900                                                  | 1900                                                  |                                                       | 786                                                   | 786                                                   |
| 1910                                                  | 1910                                                  |                                                       | 778                                                   | 778                                                   |
| 1923                                                  | 1923                                                  |                                                       | 755                                                   | 755                                                   |
| 1934                                                  | 1934                                                  |                                                       | 831                                                   | 831                                                   |
| 1939                                                  | 1939                                                  |                                                       | 856                                                   | 856                                                   |
| 1951                                                  | 1951                                                  |                                                       | 929                                                   | 929                                                   |
| 1961                                                  | 1961                                                  |                                                       | 1.003                                                 | 1.003                                                 |
| 1971                                                  | 1971                                                  |                                                       | 1.132                                                 | 1.132                                                 |
| 1981                                                  | 1981                                                  |                                                       | 1.160                                                 | 1.160                                                 |
| 1991                                                  | 1991                                                  |                                                       | 1.267                                                 | 1.267                                                 |
| 2001                                                  | 2001                                                  |                                                       | 1.454                                                 | 1.454                                                 |
| 2011                                                  | 2011                                                  |                                                       | 1.446                                                 | 1.446                                                 |
| 2021                                                  | 2021                                                  |                                                       | 1.440                                                 | 1.440                                                 |
| 2024                                                  | 2024                                                  |                                                       | 1.447                                                 | 1.447                                                 |
| Quelle(n): Statistik Austria, Gebietsstand 1.1.2021   |                                                       |                                                       |                                                       |                                                       |

## Kultur und Sehenswürdigkeiten
- Katholische Pfarrkirche Pettneu Mariä Himmelfahrt
- Katholische Pfarrkirche Schnann hl. Rochus
- Kalvarienbergkapelle oberhalb Pettneu
- Kapelle hl. Sebastian am Ortsrand von Pettneu
- Kapelle Mariahilf in Vadiesen
- Kunstraum Pettneu im Widum
- Turm zu Pettneu

Der heute nunmehr einzige aktive Schellenschmiedemeister Österreichs, Walter Scherl, arbeitet in Pettneu in einer seit 1736 im Familienbesitz befindlichen Schmiede, die sich nach dem Zweiten Weltkrieg auf die Produktion von Schellen spezialisiert hat. Das Haus „Schellenschmied“ in Schnann 80 dient heute überwiegend der Beherbergung von Gästen.

## Wirtschaft und Infrastruktur

### Wirtschaftssektoren
Von den landwirtschaftlichen Betrieben des Jahres 2010 waren sieben Haupterwerbsbauern, 41 Nebenerwerbsbauern und sechs Betriebe wurden von juristischen Personen geführt. Diese sechs bewirtschafteten 92 Prozent der Flächen. Im Produktionssektor waren 59 Erwerbstätige im Bereich Warenherstellung und sechs im Baugewerbe beschäftigt. Die größten Arbeitgeber im Dienstleistungssektor waren die Bereiche Beherbergung und Gastronomie (45), soziale und öffentliche Dienste (41) und der Handel (37 Mitarbeiter).
| Wirtschaftssektor            | Anzahl Betriebe | Anzahl Betriebe | Erwerbstätige | Erwerbstätige |
| Wirtschaftssektor            | 2011            | 2001            | 2011          | 2001          |
| ---------------------------- | --------------- | --------------- | ------------- | ------------- |
| Land- und Forstwirtschaft 1) | 54              | 68              | 16            | 8             |
| Produktion                   | 8               | 8               | 55            | 33            |
| Dienstleistung               | 76              | 58              | 159           | 167           |

1) Betriebe mit Fläche in den Jahren 2010 und 1999
| Im Jahr 2011 lebten 613 Erwerbstätige in Pettneu. Davon arbeiteten 143 in der Gemeinde, mehr als drei Viertel pendelten aus. Das Skigebiet mit Gondelbahn, einem Sessellift, zwei Schleppliften und 15 km Pisten wurde 2011 aufgelassen. Es besteht eine Skibus-Anbindung an das benachbarte Skigebiet Ski Arlberg. | Die zur Anzeige dieser Grafik verwendete Erweiterung wurde dauerhaft deaktiviert. Wir arbeiten aktuell daran, diese und weitere betroffene Grafiken auf ein neues Format umzustellen. (Mehr dazu) |

### Fremdenverkehr
Die Gemeinde zählt im Jahresdurchschnitt 200.000 Übernachtungen. Die Wintersaison mit einer Spitze im Februar hat etwa doppelt so viele Übernachtungen wie der Sommer.

### Infrastruktur
- Eisenbahn: Durch das Stanzer Tal verläuft die Arlbergbahn. Der frühere Bahnhof Pettneu ist heute ebenso wie die frühere Haltestelle Schnann aufgelassen und wird nicht mehr bedient. Der nächste Bahnhof ist St. Anton am Arlberg, sieben Kilometer westlich.[12]
- Straße: Parallel zur Bahnlinie ist die Trasse der Arlberg Schnellstraße S16. Deren Raststation Schann liegt im Gemeindegebiet.

## Politik

### Gemeinderat
In den Gemeinderat werden 13 Mandatare gewählt.
| Partei                                | 2022 | 2022    | 2016  | 2016    | 2010  | 2010    |
| Partei                                | %    | Mandate | %     | Mandate | %     | Mandate |
| ------------------------------------- | ---- | ------- | ----- | ------- | ----- | ------- |
| Allgemeine Liste Pettneu Schnann (AL) | 100  | 13      | 81,60 | 11      |       |         |
| Junges Pettneu                        |      |         | 18,40 | 2       |       |         |
| Allgemeine Liste Pettneu 2010         |      |         |       |         | 43,76 |         |
| Gemeinschaftsliste Schnann            |      |         |       |         | 19,41 |         |
| Einheitsliste Pettneu – Schnann       |      |         |       |         | 36,82 |         |

1) Die Partei kandidierte 2016 unter dem Namen „Allgemeine Liste Pettneu und Schnann 2016“.

### Bürgermeister
- bis 2022 Manfred Matt[16]
- seit 2022 Patrik Wolf[13]

### Wappen
Blasonierung: In Rot eine goldene halbe Gämse, darunter ein goldenes schrägrechts gestelltes Herz. Die Farben der Gemeindefahne sind Gelb-Rot.
Die Gämse ist dem Wappen des einst im Turm zu Pettneu ansässigen Adelsgeschlechts der Überrheiner, deren Stammsitz in Gams im Rheintal war, entnommen. Das Herz verweist auf den in Pettneu geborenen Stamser Abt Sebastian Stöckl, der die Herz-Jesu-Verehrung in Tirol begründet hat.

## Persönlichkeiten

### Söhne und Töchter der Gemeinde
- Joseph Munggenast (1680–1741), Barockbaumeister
- Sebastian Stöckl (1752–1819), Abt von Stams
- Johann Georg Gröber (1775–1849), Orgelbauer
- Josef Miller (1809–1882), Bildhauer
- Alfons Benedikter (1918–2010), Südtiroler Politiker
- Martin Burger (* 1939), Skirennläufer